# Демидова, Анна Александровна
Анна Александровна Демидова (каз. Анна Александровна Демидова; 1884 — 1946) — советская актриса театра. Народная артистка Казахской ССР (1944).

## Биография
Анна Демидова родилась в 1884 году.
В 1904—1938 годах была актрисой русских театров, в 1938—1946 годах — Карагандинского областного русского драматического театра.
Заслуженная артистка Казахской ССР (1940), народная артистка Казахской ССР (1944).
Умерла в 1946 году.

## Творчество
Среди актёрских работ Демидовой: Мурзавецкая в «Волках и овцах» Александра Островского, Васса в «Вассе Железновой» Максима Горького, Таланова в «Нашествии» Леонида Леонова, мисс Пирс в «Пигмалионе» Бернарда Шоу, Настасья Петровна в «Женитьбе Белугина» Александра Островского, Брусилова в «Генерале Брусилове» Ильи Сельвинского, Фанни в «Вилле Фаредли» Лилиан Хелман, Миреле в «Миреле Эфрос» Якова Гордина.